# 1153 Валленбергія
1153 Валленбергія (1153 Wallenbergia) — астероїд головного поясу, відкритий 5 вересня 1924 року.
Тіссеранів параметр щодо Юпітера — 3,650.